# Novembre 1918 (guerre mondiale)
Octobre 1918 - Novembre 1918 - décembre 1918
- 1er novembre : 
  - Libération de Belgrade par les unités franco-serbes.
  - Opération italienne de sabotage du croiseur austro-hongrois SMS Viribus Unitis, remis la veille par le dernier commandant de la marine de guerre austro-hongroise, Miklos Horthy, au nouvel État des Slovènes, Croates et Serbes.

- 2 novembre : 
  - Évacuation totale de la Serbie par les troupes austro-allemandes.
  - Premières opérations alliées en Hongrie.
  - Fuite d'Enver Pacha vers le Reich.

- 3 novembre : 
  - L'Autriche-Hongrie signe l'armistice de Villa Giusti avec le royaume d'Italie. Cet armistice n'est pas valable dans les Balkans.
  - les troupes austro-hongroises amorcent leur retraite de Roumanie et de Pologne pour se repositionner à l'intérieur des frontières de la double monarchie.
  - Hermann Kövess est nommé le  commandant en chef de l'armée austro-hongroise.
  - Le nouveau commandant en chef austro-hongrois, en charge d'une armée en cours de désintégration, ordonne la retraite des unités austro-hongroises à l'intérieur des frontières de la double monarchie, pour procéder à leur démobilisation.
  - Début des mutineries de Kiel : les marins de la Hochseeflotte refusent d'affronter la Royal Navy, supérieure en nombre et en armements.
  - Remplacement de l'administration d'occupation militaire allemande par une administration civile pour le gouvernement de l'Ober Ost, regroupant les territoires russes conquis par les puissances centrales en 1915.

- 4 novembre :
  - Premières opérations franco-serbes en Bosnie-Herzégovine.
  - Refus du conseil de guerre interallié de confier au commandant des troupes remontant des Balkans la responsabilité d'opérations en direction de la Bohême et de la Bavière.

- 5 novembre :
  - Proclamation officielle du duché balte uni, reconnu par le Reich.

- 6 novembre : 
  - Démission du cabinet roumain d'Alexandru Marghiloman, favorable aux puissances centrales, en place depuis le printemps 1918. Constantin Coandă le remplace.
  - Premières opérations militaires roumaines en Bukovine autrichienne.
  - Union du royaume du Monténégro avec le royaume de Serbie.

- 7 novembre : 
  - Une délégation hongroise, conduite par Mihály Károlyi, est reçue à Belgrade par Franchet d’Espeyrey pour signer un armistice sur le front balkanique.
  - Proclamation de la République à Munich ; fuite du roi Louis III, doyen des souverains Allemands (73 ans) et de sa famille en Autriche.
  - Proclamation d'un gouvernement national polonais à Lublin, afin de prendre la succession du gouverneur général de Lublin, l'Austro-hongrois Anton Lipošćak.

- 8 novembre :
  - Abdication du duc de Brunswick, Ernest-Auguste, gendre de l'empereur Guillaume II.
  - Sous la pression, les Allemands libèrent Josef Pilsudski, alors emprisonné à Magdebourg, afin de permettre la création d'un gouvernement polonais favorable aux puissances centrales.

- 9 novembre : 
  - Révolution en Allemagne : proclamation de la République à Berlin ; Max de Bade cède la chancellerie à Friedrich Ebert qui s'appuie sur le Conseil des commissaires du peuple. De son côté Karl Liebknecht proclame la République Libre Socialiste.
  - Franchissement du Danube par les troupes franco-roumaines du général Henri Berthelot.
  - Premières opérations alliées en Dobroudja bulgare.
  - Appel à la mobilisation nationale en Roumanie, encore occupée par les Allemands.
  - Mise en place d'un conseil de régence pour suppléer à l'absence du duc dans le duché balte uni, proclamé à Riga le 5.
  - Abdication du grand-duc de Saxe-Weimar-Eisenach, Guillaume-Ernest.
  - Abdication de l'Empereur d'Allemagne Guillaume II

- 10 novembre : 
  - La Roumanie dénonce les termes du traité de Bucarest, que le roi n'a jamais ratifié. Le royaume déclare à nouveau la guerre au Reich, dont les troupes évacuent le pays depuis plusieurs jours déjà. Le royaume entre à nouveau en guerre contre les puissances centrales : les unités roumaines, engagées en Transylvanie austro-hongroise, ne rencontrent aucune résistance organisée.
  - Abdication du duc de Saxe-Meiningen, Bernard III.

- 11 novembre : 
  - Signature de l'armistice dans la clairière de Rethondes entre le Reich et les Alliés, marquant la fin des combats entre le Reich et les Alliés.
  - L'empereur Charles Ier renonce à toute participation aux affaires de l'État en Autriche, mais n'abdique pas formellement.
  - Abdication du grand-duc d'Oldenbourg, Frédéric-Auguste II.
  - Abdication du prince de Reuss branche aînée, Henri XXIV.

- 12 novembre :
  - Évacuation de Bucarest par August von Mackensen, commandant des forces d'occupation allemandes en Roumanie. Les soldats allemands multiplient les pillages en se retirant.
  - Accrochages entre troupes roumaines et bulgares en Dobroudja, alors occupée en totalité par la Bulgarie.
  - Abdication du Grand-duc de Hesse, Ernest-Louis de Hesse ; il est autorisé à rester dans ses états.
  - Abdication du jeune duc d'Anhalt, Joachim-Ernest.
  - Abdication du duc de Saxe-Altenburg, Ernest II.
  - Abdication du prince de Lippe, Léopold IV.

- 13 novembre : 
  - Conquête de la ville de Kasama en Zambie par les unités allemandes engagées en Afrique orientale.
  - Paul von Lettow-Vorbeck, commandant les troupes allemandes en Afrique orientale, est informé de l'armistice par des prisonniers britanniques. Il ouvre des négociations en vue de sa reddition.
  - Signature de la convention de Belgrade par le général Franchet d’Espèrey avec le gouvernement hongrois de Mihály Károlyi : une ligne de démarcation est fixée entre Hongrois et Roumains en Transylvanie. Le Banat est occupé par la Serbie.
  - Date prévue pour le déclenchement de l'offensive de rupture du front allemand : cette offensive, planifiée par Philippe Pétain et son état-major, n'est pas lancée, en raison de la signature de l'armistice entre le Reich et les Alliés.
  - Le roi Charles IV renonce à toute participation aux affaires de l'État en Hongrie.
  - D'Autriche où il s'est réfugié, le roi de Bavière, Louis III délie de leur serment les fonctionnaires civils et militaires bavarois ; par cette décision, il renonce de fait à l'exercice du pouvoir.
  - Le conseil des commissaires du peuple dénonce de façon unilatérale l'ensemble des traités conclus entre la République socialiste fédérative soviétique de Russie d'une part, et le Reich et ses alliés d'autre part.
  - Abdication du roi de Saxe, Frédéric-Auguste III de Saxe.
  - Abdication du prince de Waldeck-Pyrmont, Frédéric.

- 14 novembre : 
  - En Afrique orientale allemande, les troupes allemandes apprennent la signature de l'armistice entre le Reich et les Alliés.
  - Proclamation de la république de Bade.
  - Abdication du Grand-duc Frédéric-François IV de Mecklembourg-Schwerin, beau-frère du Kronprinz.

- 15 novembre : 
  - Abdication du prince de Schaumbourg-Lippe, Adolphe II.

- 16 novembre : 
  - Proclamation de la République à Budapest, mettant de fait un terme au règne du roi Charles IV.

- 17 novembre :
  - début des négociations entre Henri Berthelot et August von Mackensen, commandant en chef allemand dans les Balkans, alors qu'il coordonnait la retraite vers le Reich des unités allemandes déployés en Roumanie et dans l'empire ottoman. Ces négociations ont pour but de régler les modalités de l'évacuation du territoire roumain occupé par le Reich.

- 18 novembre :
  - Indépendance de la Lettonie.

- 19 novembre :
  - Les troupes Françaises entrent dans Metz et en chassent les soviets.
  - Les autorités allemandes reconnaissent l'indépendance de l'Estonie.

- 22 novembre : 
  - Le président de la République Française Raymond Poincaré signe le décret élevant Philippe Pétain à la dignité de Maréchal de France. Il lui remet officiellement les insignes de sa dignité le 8 décembre à Metz.
  - Abdication du Grand duc de bade, Frédéric II, cousin utérin du Kaiser, autorisé à rester dans ses états.
  - Abdication du Prince de Schwarzbourg-Rudolstadt et de Schwarzbourg-Sondernshausen., Günther-Victor.

- 23 novembre : 
  - Abdication formelle du Duc de Saxe-Cobourg et Gotha, Charles-Édouard, que ses sujets avaient déposé le 18 novembre.

- 25 novembre : 
  - Reddition à Abercorn, en Rhodésie, de Paul von Lettow-Vorbeck et de ses troupes déployées en Afrique orientale.

- 28 novembre :
  - Signature de l'acte d'abdication de Guillaume II, roi de Prusse et empereur allemand, réfugié aux Pays-Bas.
  - Dissolution du conseil de régence du duché balte uni, proclamé le 5.

- 29 novembre :
  - Démission d'Alexandre Malinov de son poste de président du conseil des ministres du royaume de Bulgarie. Teodor Teodorov le remplace.
  - Démission de Constantin Coandă de son poste de premier ministre de Roumanie. Ion I. C. Brătianu, le promoteur de l'intervention de la Roumanie aux côtés des Alliés en 1916, le remplace.

- 30 novembre : 
  - Abdication du roi de Wurtemberg Guillaume II.
  - Envoi d'une adresse du conseil national de l'État des Slovènes, Croates et Serbes au régent Alexandre, acceptant l'union de cet Etat et du royaume de Serbie.